# 마테차
마테차(mate茶)는 마테나무 잎을 우려 만든 차이다. 브라질, 아르헨티나, 우루과이, 파라과이 등 남아메리카에서 즐겨 마신다. 마테나무 잎으로 만든 다른 음료인 마테나 테레레보다 맛이 부드럽다.
현지에서는 "익힌 마테"라는 뜻의 마테 코시도(스페인어: mate cocido)나 "마테 차"라는 뜻의 샤 마치(브라질 포르투갈어: chá mate)로 부른다.

## 만들기
마테 잎을 물에 넣고 끓인 다음 체나 거름종이에 여과시켜 낸다. 티백 제품이 흔히 생산·소비된다.

## 같이 보기
- 마테
- 테레레